# Suimanga del Nil
El suimanga del Nil (Hedydipna metallica) és una espècie d'ocell de la família dels nectarínids (Nectariniidae) que habita sabanes amb acàcies del centre i est del Sudan, Vall del Nil fins le nord d'Egipte, Etiòpia, Eritrea, Somàlia i sud-oest de la Península Aràbiga.